# Zykel-Graph
In der Gruppentheorie, einem Teilgebiet der abstrakten Algebra, stellt der Zykel-Graph die verschiedenen Zykel einer Gruppe dar. Er ist besonders zur Visualisierung der Struktur kleiner, endlicher Gruppen nützlich, spielt aber in der Gruppentheorie keine wichtige Rolle.

## Zykel
Ein Zykel einer Gruppe ist die Menge der Potenzen eines gegebenen Gruppenelements {\displaystyle a}, wobei die n-te Potenz {\displaystyle a^{n}} eines Elements {\displaystyle a} als das n-fache Produkt von {\displaystyle a} mit sich selbst definiert ist. In einer endlichen Gruppe muss eine positive Potenz von {\displaystyle a} das neutrale Element {\displaystyle e} ergeben, die kleinste Potenz, für die das eintritt, ist die Anzahl der verschiedenen Elemente des Zykels und heißt dessen Ordnung. In einem Zykel-Graphen werden die Zykel als Polygone dargestellt, die Knoten des Graphen stehen für die Gruppenelemente und Kanten deuten an, dass die durch sie verbundenen Knoten des Polygons zum selben Zykel gehören.
Zykel können sich überlappen oder mit Ausnahme des neutralen Elementes kein Element gemeinsam haben. Der Zykel-Graph zeigt jeden interessierenden Zykel als Polygon.
Wenn {\displaystyle a} einen Zykel der Ordnung 6 erzeugt (oder kurz: die Ordnung 6 hat), dann ist {\displaystyle a^{6}=e}. Die Menge der Potenzen von {\displaystyle a^{2}} ist der Zykel {\displaystyle \{a^{2},a^{4},e\}}, stellt aber keine neue Information dar, da er im von {\displaystyle a} erzeugten Zykel enthalten ist. {\displaystyle a^{5}} erzeugt denselben Zykel wie {\displaystyle a}.
Daher müssen nur sogenannte primitive Zykel betrachtet werden, das heißt solche, die nicht Teilmenge eines anderen sind. Jeder dieser Zykel wird von einem oder mehreren primitiven Elementen erzeugt. Der Zykel-Graph entsteht nun dadurch, dass man die Gruppenelemente als Knoten nimmt, zu jedem primitiven Zykel von {\displaystyle e} eine Kante zu einem primitiven Element {\displaystyle a} zieht und dann {\displaystyle a} mit {\displaystyle a^{2}}, {\displaystyle a^{2}} mit {\displaystyle a^{3}}, … verbindet, bis man wieder beim neutralen Element angekommen ist.
Falls {\displaystyle a^{2}=e}, das heißt {\displaystyle a} die Ordnung 2 hat, also eine Involution ist, so ist dieses Element über zwei Kanten mit {\displaystyle e} verbunden. Wenn dies nicht besonders herausgestellt werden soll, so wird typischerweise nur eine Kante gezeichnet.

## Beispiele

Zykel-Graph der Diedergruppe

Als Beispiel für einen Zykel-Graphen betrachten wir die Diedergruppe {\displaystyle D_{4}}. Die Verknüpfungstafel findet sich auf der linken Seite, rechts ist der Zykel-Graph mit dem neutralen Element {\displaystyle e} abgebildet:
| o   | e   | b   | a   | a2  | a3  | ab  | a2b | a3b |
| --- | --- | --- | --- | --- | --- | --- | --- | --- |
| e   | e   | b   | a   | a2  | a3  | ab  | a2b | a3b |
| b   | b   | e   | a3b | a2b | ab  | a3  | a2  | a   |
| a   | a   | ab  | a2  | a3  | e   | a2b | a3b | b   |
| a2  | a2  | a2b | a3  | e   | a   | a3b | b   | ab  |
| a3  | a3  | a3b | e   | a   | a2  | b   | ab  | a2b |
| ab  | ab  | a   | b   | a3b | a2b | e   | a3  | a2  |
| a2b | a2b | a2  | ab  | b   | a3b | a   | e   | a3  |
| a3b | a3b | a3  | a2b | ab  | b   | a2  | a   | e   |

Betrachte den Zykel {\displaystyle \{e,a,a^{2},a^{3}\}}. Der Verknüpfungstafel können die aufeinanderfolgenden Potenzen von {\displaystyle a} entnommen werden. Die umgekehrte Reihenfolge ist auch möglich, das heißt, es gilt {\displaystyle (a^{3})^{2}=a^{2},(a^{3})^{3}=a} und schließlich {\displaystyle (a^{3})^{4}=e}. Das gilt für alle Zykel jeder Gruppe, ein Zykel kann in jeder Richtung durchlaufen werden.

Zykel-Graph der Quaternionengruppe

Zykel mit einer nicht primen Anzahl von Elementen haben immer Unter-Zykel, die im Zykel-Graph nicht gezeigt werden. Man könnte versucht sein, im Zykel-Graph der Gruppe D4 eine Kante zwischen {\displaystyle a^{2}} und {\displaystyle e} zu ziehen, aber das geschieht nicht, da der von {\displaystyle a^{2}} erzeugte Zykel der Ordnung 2 Teil des größeren von {\displaystyle a} erzeugten Zykels der Ordnung 4 ist.
Wie bereits oben festgestellt werden zweielementige Zykel in der Regel nur durch eine Kante dargestellt.
Wenn zwei Zykel eine von {\displaystyle e} verschiedene Ecke gemeinsam haben, kann es zu Mehrdeutigkeiten über den Zykelverlauf kommen. Betrachte dazu die Quaternionengruppe {\displaystyle Q_{8}}, deren Zykel-Graph nebenstehend zu sehen ist. Das Quadrat des Elements der mittleren Zeile ergibt −1, wobei 1 für das neutrale Element in {\displaystyle Q_{8}} steht. Hier kann man, wie in der Zeichnung geschehen, Zykel durch unterschiedliche Farben kennzeichnen.
Das Inverse eines Elements kann im Zykel-Graph dadurch gefunden werden, dass man im Zykel, dem dieses Element angehört, dasjenige Element ausfindig macht, das bei umgekehrt durchlaufenem Zykel genauso weit vom neutralen Element entfernt ist.

## Geschichte
Zykel-Graphen wurden in den frühen 1950ern vom Zahlentheoretiker Daniel Shanks als Mittel zum Studium von primen Restklassengruppen untersucht. Shanks hat diese Idee erstmals 1962 in der ersten Ausgabe seines Buches Solved and Unsolved Problems in Number Theory veröffentlicht. In diesem Buch untersucht Shanks, welche Gruppen isomorphe Zykel-Graphen haben und welche Zykel-Graphen planar sind. In der 1978 erschienenen zweiten Auflage schreibt Shanks über seine Untersuchung von Idealklassengruppen und der Entwicklung der Babystep-Giantstep-Methode:
The cycle graphs have proved to be useful when working with finite Abelian groups; and I have used them frequently in finding my way around an intricate structure, in obtaining a wanted multiplicative relation, or in isolating some wanted subgroup.
deutsch: Die Zykel-Graphen haben sich bei der Arbeit mit abelschen Gruppen als nützlich erwiesen; und ich habe sie häufig verwendet, mich in verwickelten Strukturen zurechtzufinden, gesuchte multiplikative Beziehungen zu erhalten oder einige gesuchte Untergruppen zu isolieren.
In Nathan Carters 2009 erschienenem, einführenden Lehrbuch Visual Group Theory haben Zykel-Gruppen als pädagogisches Hilfsmittel Verwendung gefunden.

## Grapheigenschaften bestimmter Gruppenfamilien
Gewisse Typen von Gruppen haben typische Zykel-Graphen:
Die Zykel-Graphen der zyklischen Gruppen {\displaystyle \mathbb {Z} _{n}} der Ordnung {\displaystyle n} sind {\displaystyle n}-seitige regelmäßige Polygone, jede Ecke steht für ein Gruppenelement.
|     |           |     |           |           |            |           |           |
| Z1  | Z2 = D1   | Z3  | Z4        | Z5        | Z6=Z3×Z2   | Z7        | Z8        |
|     |           |     |           |           |            |           |           |
| Z9  | Z10=Z5×Z2 | Z11 | Z12=Z4×Z3 | Z13       | Z14=Z7×Z2  | Z15=Z5×Z3 | Z16       |
|     |           |     |           |           |            |           |           |
| Z17 | Z18=Z9×Z2 | Z19 | Z20=Z5×Z4 | Z21=Z7×Z3 | Z22=Z11×Z2 | Z23       | Z24=Z8×Z3 |

Direkte Produkte von {\displaystyle \mathbb {Z} _{2}}:
|    |         |             |          |
| Z2 | Z2 = D2 | Z23 = D2×D1 | Z24 = D2 |

Ist {\displaystyle n} eine Primzahl, so bestehen die Zykel-Graphen der Gruppen {\displaystyle (\mathbb {Z} _{n})^{m}} aus {\displaystyle \textstyle {\frac {n^{m}-1}{n-1}}} Zykel der Ordnung {\displaystyle n}, die das neutrale Element gemeinsam haben:
|         |             |          |     |
| Z2 = D2 | Z23 = D2×D1 | Z24 = D2 | Z32 |

Die Zykel-Graphen der Diedergruppen {\displaystyle D_{n}} der Ordnung {\displaystyle 2n} haben einen n-elementigen Zykel und n 2-elementige:
|         |         |    |    |    |          |    |    |    |           |
| D1 = Z2 | D2 = Z2 | D3 | D4 | D5 | D6=D3×Z2 | D7 | D8 | D9 | D10=D5×Z2 |

Die dizyklischen Gruppen {\displaystyle \mathrm {Dic} _{n}} der Ordnung {\displaystyle 4n} haben folgende Zykel-Graphen:
|           |            |            |            |            |
| Dic2 = Q8 | Dic3 = Q12 | Dic4 = Q16 | Dic5 = Q20 | Dic6 = Q24 |

Zykel-Graphen anderer direkter Produkte:
|       |       |       |       |     |
| Z4×Z2 | Z4×Z2 | Z6×Z2 | Z8×Z2 | Z42 |

Jede Gruppe der Ordnung {\displaystyle n} ist isomorph zu einer Untergruppe der symmetrischen Gruppe {\displaystyle S_{n}}, ihr Zykel-Graph kann daher im Zykel-Graph der {\displaystyle S_{n}} gefunden werden, siehe folgende Beispiele für die {\displaystyle S_{4}}.
| A4×Z2 | S3 = D3 | S4 | Eine der drei D4 in S4 identisch zu |